# Haatpagina
Een haatpagina is een pagina op een sociaalnetwerksite door een gebruiker aangemaakt om ongenoegen, afkeer of haat te ventileren ten opzichte van een bepaalde persoon, entiteit of fenomeen. Door de laagdrempeligheid van het aanmaken van een haatpagina is het fenomeen ook wijd verspreid.
In België zijn meermaals scholieren geschorst na het aanmaken van een haatpagina.